# 奥特斯维莱尔
奥特斯维莱尔（法語：Otterswiller，发音：[ɔtəʁsvilɛʁ]；德语：Ottersweiler）是法国下莱茵省的一个市镇，属于萨韦尔讷区和萨韦尔讷县（Saverne）。该市镇总面积3.28平方公里，2009年时的人口为1357人。

## 人口
奥特斯维莱尔人口变化图示